# Comissió Corogràfica
La Comissió Corogràfica va ser un projecte científic impulsat pel govern de la República de la Nova Granada (avui Colòmbia) que va ser encarregat el 1850 a l'enginyer militar italià Agostino Codazzi. La Comissió tenia com a objectiu fer una descripció completa de la Nova Granada i aixecar una carta general i un mapa corogràfic de cada província amb els corresponents itineraris i descripcions particulars. Tanmateix, també estava creuada per interessos econòmics com la recerca i reconeixement de riqueses naturals, la construcció de vies de comunicació, l'impuls del comerç internacional i el foment de la immigració i inversió estrangera. En aquest sentit, existien també interessos polítics en la construcció d'un imaginari nacional, l'exaltació del mestís i una representació jerarquitzada d'una democràcia racial. La Comissió va constar de dues etapes: la primera entre 1850 i 1859, dirigida per Agostino Codazzi, i la segona entre 1860 i 1862 per Manuel Ponce de León.

## Context de la Comissió
El projecte de la Comissió Corogràfica es va desenvolupar en una era tumultuosa de Nova Granada. En primer lloc, s'estava gestant la divisió definitiva entre el Partido Liberal Colombiano i el Partido Conservador Colombiano. Precisament, el projecte era en un context de guerra i polèmiques, entre diferents projectes de nació. Per això, en el període de la Comissió es van desenvolupar tres guerres i tres noves constitucions. El que feia més complex el treball de la cartografia polític administrativa de la Comissió Corogràfica.
De la mateixa manera, durant la conformació de la Comissió els que controlaven el govern eren els liberals radicals influïts per les revolucions de 1848 i el socialisme utòpic francès. De tal manera que es troba en el que Sánchez nomena la Revolució mesovuitcentista a on es van impulsar diverses reformes com: l'expansió del sufragi, l'abolició de la esclavitud, l'abolició del delme, la supressió dels drets eclesiàstics, la divisió entre Església i Estat, l'expulsió dels jesuïtes, la dissolució dels resguards, i la llibertat de la indústria i el comerç.
Igualment, la Comissió Corogràfica estava fortament influïda pels treballs de la Expedició Botànica de finals del segle xviii i principis del XIX. Així mateix, els treballs personals realitzats per l'intel·lectual de Popayán a Colòmbia Francisco José de Caldas. Es destaca també l'important treball realitzat pel científic prussià Alexander von Humboldt qui a començaments del segle xix va viatjar al Virregnat de Nova Granada i va fer importants aportaments per la construcció de bases cartogràfiques de l'aleshores colònia per inscriure-la en el seu projecte d'una geografia universal.

## Ideals i interessos de la Comissió
Cal reconèixer que aquest projecte va resultar ser una empresa colossal i una de les més importants a l'Amèrica Llatina durant el segle xix. De la mateixa manera, s'ha de pensar que els objectius de la Comissió Corogràfica no només van ser cartogràfics, sinó també tota una construcció de coneixement respecte al territori i els seus habitants. D'altra banda, com]bé ho caracteritza l'historiador Sánchez, la Comissió Corogràfica va ser un «projecte nacional» en el qual els dirigents de tots dos partits van confluir en els interessos sobre com imaginar una nació.
El treball que li va ser encarregat a la Comissió va girar al voltant de posar les bases de la prosperitat de la República de la Nova Granada. Això es demostra amb la descripció dels objectius que el govern els va imposar als investigadors on se'ls demana fer «una obra acompanyada de dissenys descrivint l'expedició geogràfica en]les seves marxes i aventures, els costums, les rases en què es divideix la població, els monuments antics i curiositats naturals, i totes les circumstàncies dignes d'esmentar-se». Així mateix, es demanava especificar els «tipus» de població que habitaven cada província que no podien ser menys de dos. Igualment, havien de caracteritzar les plantes que trobessin i ressaltar la seva utilitat comercial.
Un altre dels objectius més importants era la construcció de mapes, des d'una actitud científica, que representés el territori de la nació. Tot això encaminat a crear el territori nacional i un sentit de nacionalitat del territori. Tanmateix, malgrat ser un objectiu, en el pla real les finances del país eren summament precàries el que impedia una gran injecció de capital per a la Comissió. Així mateix, per les constants conteses polítiques, guerres i la creació recurrent de noves províncies es feia complicat mantenir un sol mapa. Per això, les cartografies nacionals havien de ser modificades constantment.
De la mateixa manera, aquesta informació havia de ser usada per a governar els territoris, aconseguir el desenvolupament econòmic i difondre al país a l'exterior, tot des d'una perspectiva científica. Encara que, de fet, les dificultats a les quals es van enfrontar els actors de la Comissió van ser molt grans. Per això, molta de la informació que obtenien estava basada en fonts de segona mà dels habitants de la regió i en estimacions aproximades construïdes a partir d'observacions i mesures personals. Encara que volgués semblar com una empresa absolutament científica, de fet, el coneixement del territori era guiat pels nadius de cada espai que visitaven. Igualment, la Comissió va ser un producte col·lectiu on va participar un gran grup de persones on no tots eren científics.

## Conformació de la Comissió
Després de la independència, i més exactament després de la dissolució de la Gran Colòmbia, la geografia de la Nova Granada era pràcticament desconeguda pels seus governants i particularment pels seus habitants. Per donar-li una solució a aquesta problemàtica el Congrés de la República va dictaminar una llei l'any 1839 pel mig de la qual s'ordenava contractar diversos enginyers i geògrafs que realitzessin la descripció completa del país, i aixequessin no solament un mapa general de la nació sinó de cada una de les províncies que la componien. De fet, el diccionari de la llengua espanyola defineix corografia com la «descripció d'un país, d'una regió o d'una província».
Entre 1845 i 1849 Tomás Cipriano de Mosquera, aleshores president de la República, va disposar les bases administratives i institucionals per portar a terme l'empresa científica que suposaria la Comissió Corogràfica. En assabentar-se'n que Agostino Codazzi havia sortit a l'exili des de Veneçuela el 1849, Mosquera es va posar immediatament en contacte amb ell. A partir de les reunions celebrades entre tots dos va néixer la idea de realitzar un treball similar al qual Codazzi havia fet a Veneçuela, però de més grans proporcions, que no només inclogués descripció física i política del territori de Nova Granada (avui Colòmbia), sinó de la seva gent, els seus recursos, la seva infraestructura i la seva economia.
Mosquera encara que va aca|bar el seu període presidencial a tan sols uns mesos de la seva trobada amb Codazzi, el va recomanar el seu successor José Hilario López subscriure un contracte per portar a terme tal l'empresa. A l'acord celebrat entre els governs de la Nova Granada i Codazzi (1849) es van preveure la realització de tres tasques fonamentals:12 primer, la corografia del territori nacional, segon, la construcció de les cartes cantonals i provincials, i tercer, la descripció d'itineraris militars; també se li van lliurar a Codazzi un sextant, un horitzó artificial, dos baròmetres, dos cronòmetres, un teodolit, un nivell topogràfic, una ullera de llarga vista, dos termòmetres, una agulla petita, un nivell petit i un higròmetre.
Ja que la Comissió era un projecte interdisciplinari, posteriorment es van realitzar contractes amb altres experts en cada una de les temàtiques que es van pretendre abordar durant l'empresa corogràfica; d'aquesta manera Agostino Codazzi va assumir la direcció de la Comissió Corogràfica, encarregat fonamentalment de la part geogràfica i cartogràfica; Manuel Ancízar, secretari de la Comissió, tenia al seu càrrec les descripcions geogràfiques i de forma especial els aspectes de la vida social i cultural del país; va ser]reemplaçat a partir de 1852 per Santiago Pérez Manosalva en funcions i càrrec; José Jerónimo Triana va ser nomenat per fer els estudis de la flora i fauna de les regions visitades; Carmelo Fernández, Henry Price i Manuel María Paz, successivament, van ser els dibuixants i cartògrafs de la Comissió; amb la mort de Codazzi el 1859, Felipe Pérez va assumir la publicació de la Geografia General del país, i Manuel Ponce de León, la recol·lecció i publicació dels informes i mapes de la Comissió.

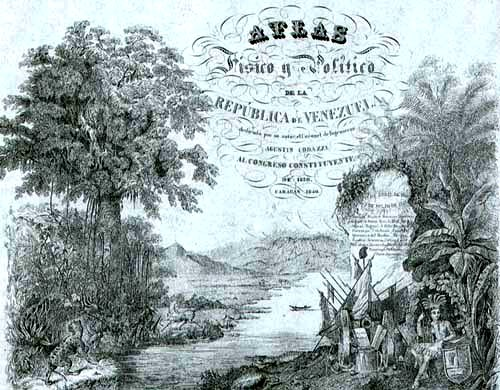
Dibuix de Carmelo Fernández. Portada del Atlas físico y político de Venezuela, de Agogostino Codazzi.
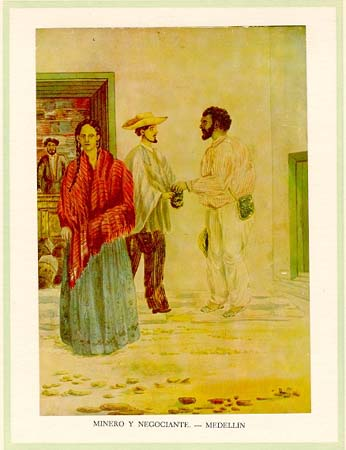
Aquarel·la d' Henry Price per la Comissio Corogràfica (1852).
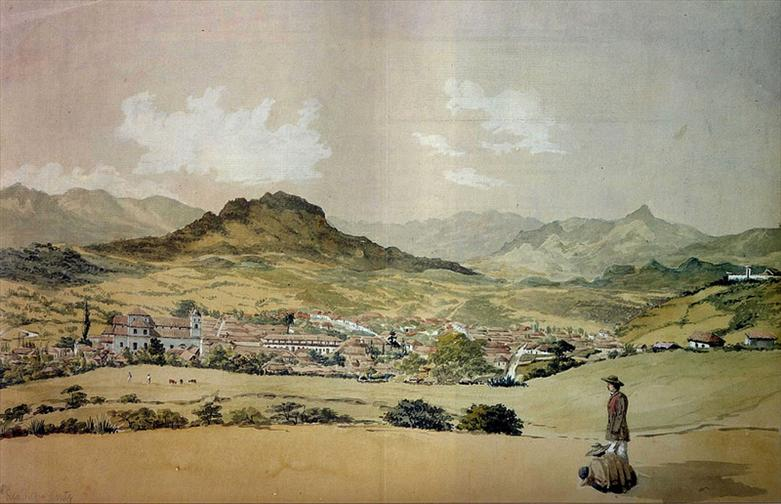
Aquarel·la d' Henry Price per la Comissio Corogràfica (1857).
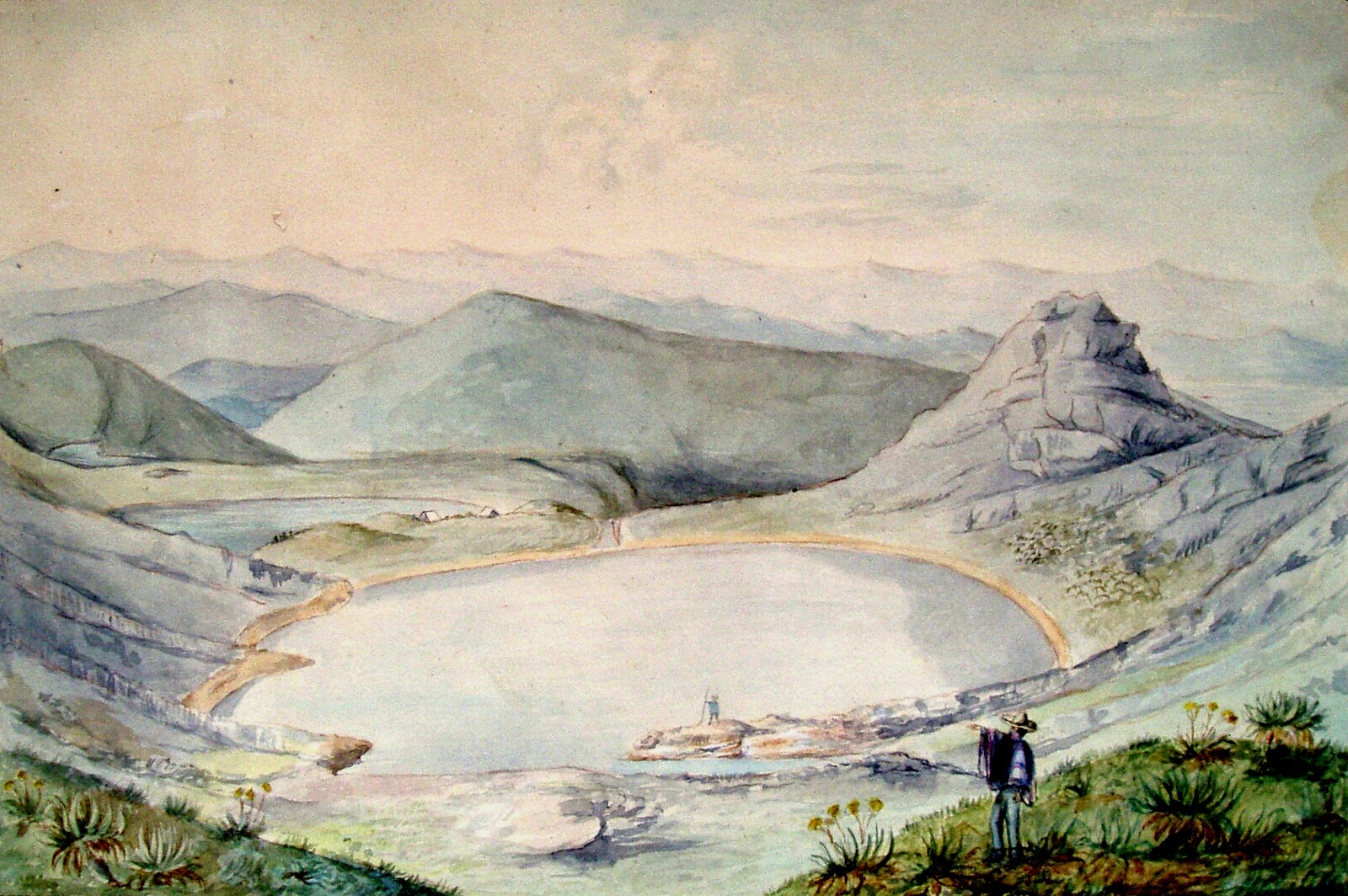
Obra de Manuel María Paz per la Comissio Corogràfica (1855).

Com a productes de la Comissió entre 1850 i 1859 està el fet que van recórrer 12 000 quilòmetres dels Andes, les costes del Pacífic i del Atlàntic, l'Istme de Panamà i la regió del riu Orinoco. D'igual manera, 130 mapes escrits a mà i impresos, aproximadament 2.000 làmines construïdes a partir dels viatges de l'expedició i diferents relats de caràcter etnogràfic inclosos a l'obra de Manuel Ancízar.

## Comissió Corogràfica i la construcció de Nació

### Un país de regions

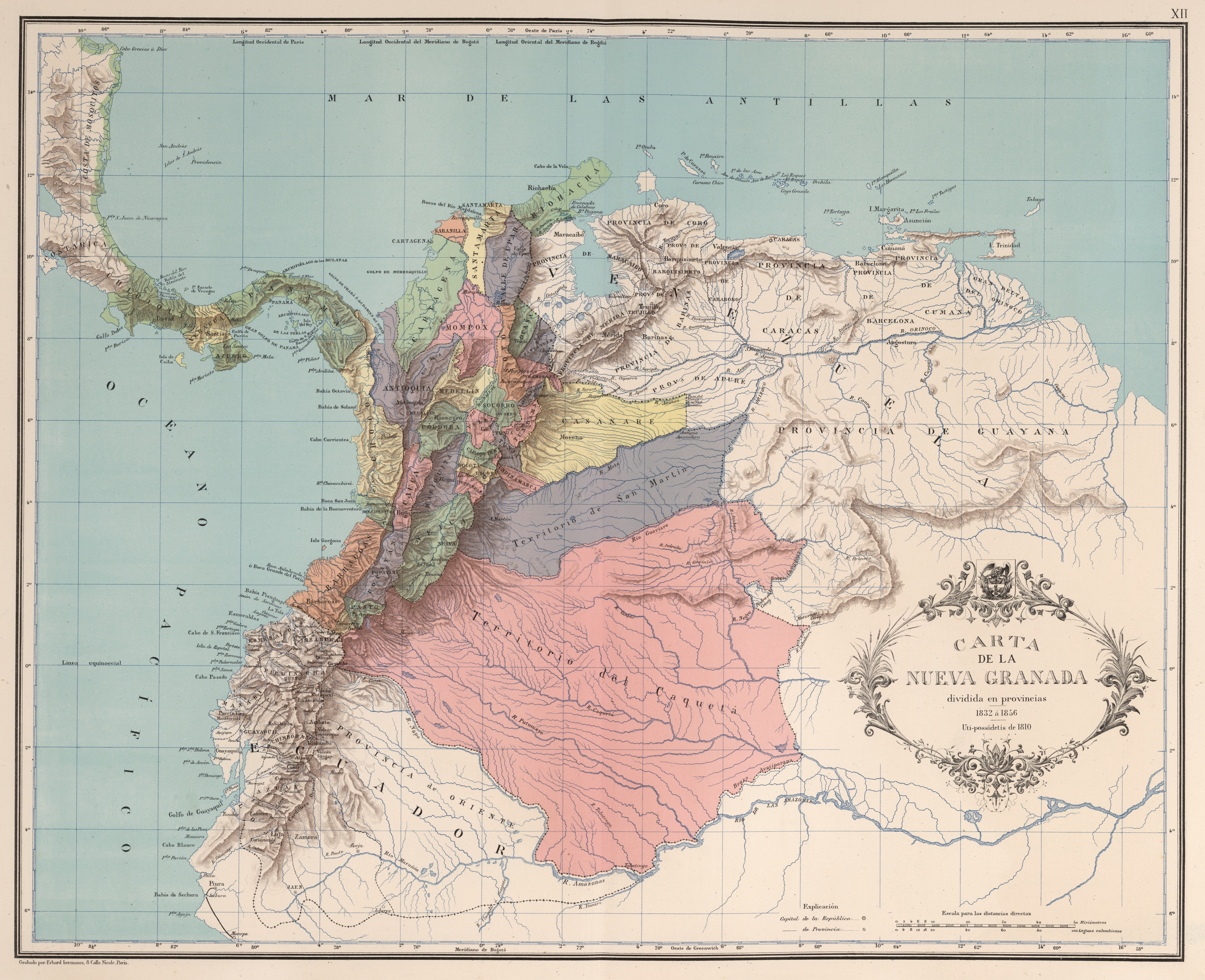
Mapa de la Nova Granada el 1851.

La historiadora dels Estats Units Nancy Appelbaum sosté una tesi que considera que la Nació colombiana es va construir com un «país de regions». Per aquesta raó la Comissió Corogràfica, com un espai on es representa la Nació, responia a les necessitats d'un projecte nacional descentralitzat. Precisament, les persones que componien aquest projecte eren activament federalistes. Igualment en les produccions de la Comissió, la diversitat era un punt central. Tanmateix, aquesta diversitat sempre està enquadrada dintre del marc mateix d'una nació més gran. De la mateixa manera, els treballs d'aquesta investigació van col·laborar a consolidar uns forts estereotips regionals i la identitat del colombià. Igualment, es va tractar el territori i els habitants com a parts diverses, però unificades. Per aquesta raó, es van utilitzar les mateixes categories d'anàlisi per a totes les províncies. De la mateixa manera el treball de la Comissió va ser l'oportunitat perquè sectors de la població reconeguessin la seva pàtria.
En aquest mateix sentit, en els treballs de la Comissió es troben diferents elements que es fan partícips en la construcció de l'imaginari de la nació. Primer, n'hi ha una constant representació emocionada del paisatge, mostrada pels relats de Manuel Ancízar i per diverses làmines sobre la natura. Precisament, aquests artefactes cerquen despertar sentiments d'identitat cultural amb els territoris que representen. Tant en els relats com en les làmines, tracten de ressaltar la varietat de climas, l'exuberància en la fauna i flora i l'índole diversa dels pobladors. En un cert sentit, es veia la varietat natural com riquesa.
Un altre aspecte present en els treballs de la Comissió és la idealització del passat com nostàlgia. És a dir, com una pèrdua o un component negat d'una identitat que va ser tallada pel jou espanyol. Per això, en els relats y gravat làmines es relaciona amb el Virregnat de Nova Granada com un període fosc de la Història de Colòmbia i es relacionava amb la barbàrie de la inquisició. Així, es retrata el passat prehispànic com a ideal i el veritable origen de la nacionalitat. En un cert sentit, està present una reivindicació indigenista del passat. Per aquesta raó es van crear les làmines i recerques sobre espais arqueològics i assentaments indígenes. Així mateix, es veu al procés d'independència com una gran croada alliberadora de les cadenes del fosc passat colonial.

### «Tipus» humans i jerarquies naturals
Un dels objectius més importants de la Comissió, era construir una classificació dels "tipus» humans que componien cada província. Així mateix, la constitució de «tipus» es refereix a la determinació de les formes racials arquetípiques d'una regió. Igualment, representant processos jerarquitzats on uns tipus són superiors a altres. Precisament, això està relacionat amb una construcció de nació de caràcter racialista on la diversitat era el centre del discurs federalista.
S'ha de recordar que els «tipus» racials es construïen a través de les característiques morals que de forma arquetípica se l'atorgaven a cada un dels pobladors. En general, ressaltant que certs «tipus» eren més apropiats per a la construcció d'una nació civilitzada. De la mateixa manera, els treballs que van resultar d'aquesta recerca tenien com a objectiu ressaltar la constitució futura d'una raça homogènia i veïna, amb característiques morals pròpies per al treball productiu que desitjava la nació. Per això, s'ha de pensar que qualsevol forma de pensar la nació com a projecte polític havia d'estar acompanyada d'un projecte moral per a la població. L'objectiu d'aquest projecte nacional estava en l'absorció de la raça indígena i negra per part de l'europea. I per això mateix la barreja racial es presentava com un procés moralitzador i civilitzador que obria la possibilitat d'integrar poblacions i territoris disgregats. En resum, l'interès de la Comissió estava en «fer viure a les poblacions i deixar morir a les poblacions on els vicis morals de les quals i tares racials les transformava en llasts per a l'organisme nacional».
Totes aquestes formes de tipificació estan enclaustrades en els interessos de la formació nacional. De fet, es tracta d'una nació amb la voluntat de ser civilitzada a l'estil europeu, tant moral com racialment. Aquesta idea significava construir un discurs de identitat al voltant de la diferència. La identitat estava en ésser diferent als tipus racials que no eren apropiats per a la nació. Així mateix, el discurs federalista que es defensava en el moment es relacionava amb aquesta idea de la diversitat cultural de la nació perquè com les unitats territorials que[componien la nació eren habitades per races tan diferents havien de tenir les seves pròpies formes institucional per controlar-la.
És important pensar que aquesta forma de representació estava carregada d'altres interessos polítics. Imaginar que la nació està governada per una democràcia racial, on totes les races tenen cabuda i lloc, funciona des de la idea d'una nació mestissa. Precisament, el discurs d'una nació mestissa va ser construït per als projectes de la intel·lectualitat criolla a començaments del segle xix. Entre els objectius d'aquest discurs està l'exclusió de les veus d'altres poblacions majoritàries com les ètnias negres i indígenes. Això té relació amb la imatge present en el treball de la Comissió on la forma d'unificar la nació és en el civisme. És a dir, una població diversa en tots els aspectes, però amb la ciutadania com a tret comú. Tanmateix, aquest civisme no podia ser per a tothom, la pregunta era a com convertir el poble en ciutadàs d'una nació i en aquesta visió de la ciutadania els negres i indígenes no tenien cabuda pels seus costums bàrbares.